# المرأة المسلسلة X
المرأة المسلسة X أو المرأة المسلسة 10 (بالإنجليزية: Andromeda X)‏ هيَ مجرة قزمة كروية تَبعد عن الشَمس حوالي 2.9 مليون سنة ضوئية، وهي موجودة ضمن كوكبة المرأة المسلسلة. اكتشف هذه المجرة في عام 2005. أندروميدا X مجرة تابعة لمجرة المرأة المسلسلة.